# Antoinette Montaigne
Antoinette Montaigne é uma política com dupla cidadania francesa e centro-africana.  Advogada com experiência em direitos das crianças, ela actuou como vereadora nos subúrbios de Paris, na França. Em 2014, Montaigne foi convidada para a República Centro-Africana para se tornar Ministra de Comunicação, Civismo, Diálogo e Reconciliação Nacional no governo interino. Ela permaneceu lá depois de ter deixado o governo e agora administra a Academia da Paz da África Central.

## Formação
Antoinette Montaigne é advogada especializada em direitos das crianças e crianças-soldados.  Ela tem um doutorado em direito penal juvenil pela Universidade Panthéon-Assas de Paris e exerceu advocacia na França.

## República Centro-Africana
Montaigne é uma amiga íntima da ex Presidente Interina da República Centro Africana, Catherine Samba-Panza.  No início de 2014, o primeiro-ministro interino, André Nzapayeké, convidou-a para retornar à República Centro-Africana para assumir uma nomeação como Ministra da Comunicação, Civismo, Diálogo e Reconciliação Nacional no seu governo. Montaigne aceitou e voou de Paris para Bangui, a capital da República Centro-Africana, em 28 de janeiro - ela ainda era vereadora na época. Em 30 de março de 2014, ela assinou um apelo a todos os centro-africanos para que baixassem as armas e entrassem em negociações.  Para demonstrar o espírito de cooperação, Montaigne participou em orações numa mesquita no bairro muçulmano de Bangui.  Ela visitou a Costa do Marfim em outubro de 2016 para aprender sobre o seu modelo de reconciliação após a Segunda Guerra Civil Marfinense.
Montaigne deixou a sua posição ministerial no final de outubro, mas permaneceu como conselheira do presidente.  Ela falou sobre o papel das mulheres na sociedade em um evento do Conselho Gabonês na França na Embaixada do Gabão, em Paris, em maio de 2016.  Montaign é agora chefe da Academia de Paz da República Centro-Africana.